# Claterna affinis
Claterna affinis là một loài bướm đêm trong họ Noctuidae.